# Barreiros (Castroverde)
Barreiros (llamada oficialmente San Cosme de Barreiros) es una parroquia y una aldea española del municipio de Castroverde, en la provincia de Lugo, Galicia.

## Organización territorial
La parroquia está formada por dos entidades de población:
- Barreiros
- San Cosme de Barreiros

## Demografía

### Parroquia
| Gráfica de evolución demográfica de Barreiros (parroquia) entre 2000 y 2019 |
|                                                                             |
| Datos según el nomenclátor publicado por el INE.                            |

### Aldea
| Gráfica de evolución demográfica de San Cosme de Barreiros (aldea) entre 2000 y 2019 |
|                                                                                      |
| Datos según el nomenclátor publicado por el INE.                                     |